# Tir à la corde aux Jeux mondiaux de 2017
Navigation
Cali 2013 Birmingham 2022
Les épreuves de tir à la corde des Jeux mondiaux de 2017 ont lieu du 29 juillet au 30 juillet 2017 à Wrocław.

## Organisation
Douze équipes masculines et six équipes féminines sont qualifiées pour la compétition :
- Hommes (640kg) :   Royaume-Uni,  Suisse,  Allemagne,  Suède,  Pays-Bas,  Irlande
- Hommes (700kg) :   Royaume-Uni,  Suisse,  Allemagne,  Suède,  Pays-Bas,  Belgique
- Femmes :   Taipei chinois,  Chine,  Afrique du Sud,  Suisse,  Pays-Bas,  Irlande

Bien qu'étant pays hôte, la Pologne est absente de la compétition.

## Podiums
| Épreuves       | Or | Argent | Bronze |
| -------------- | --- | --- | --- |
| Femmes (540kg) | Taipei chinois- Tzu-jung Chen - Huai-yun Cheng - Ting-yi Huang - Chia-yi Kao - Chiaoiyi Kao - Ju-chun Li - Ting-hsuan Li - Yun-chi Li - Chia-jung Tien                                                           | Chine- Xue Guo - Yanli Hu - Yingying Liu - Jiao Qin - Dan Song - Tian Tian - Na Xu - Chen Yan - Jiaqi Zhang | Afrique du Sud- Jancke De Wet - René Groenewald - Ané Ras - René Ras - Claudia Rix - Leonell Steyn - Nadine Stoop - Catharine Terblanche - Samantha Wilmot                                                   |
| Hommes (640kg) | Royaume-Uni- David Callcutt - Martin Collins - Ian Daniels - Wayne Evans - David Field - David Hammersley - Edward Holland - Ian Murphy - James Murphy - Steven Prime - Edward Shannon - Adrian Webb - Jhon Webb | Suisse- Vinzenz Arnold - Peter Erni - Erich Joller - Stefan Krause - Roman Mueller - Christoph Rölli - Fabian Rölli - Philipp Rölli - Beat Steinman - Lukas Vogel                                                                                   | Allemagne - Eberhard Bartmann - Andreas Berl - Philipp Berl - Markus Böhler - Lucas Broghammer - Andreas Fien - Daniel Fien - Patrick Frank - Stefan Heimann - Martin Higel - Markus Hug - Manfred Klingele  |
| Hommes (700kg) | Suisse- Vinzenz Arnold - Peter Erni - Erich Joller - Peter Joller - Stefan Krause - Christoph Rölli - Fabian Rölli - Philipp Rölli                                                                               | Pays-Bas- Johannes Bartels - Gerrit Bijenhof - Robin Boerstoel - Stefan Groot Nuelend - Gerolph Hoff - Jeroen Nieuwenhuis - Gerbert Schutte - Gerrit Te Luggenhorst - Gerrit Uilenreef - Dirk Van De Berg - Jelle Van Der Velde - Vincent Wagenmans | Royaume-Uni - David Bowyer - James Dewsberry - Leonard Jarram - Tim Lee - William Lee - Ian Murphy - James Murphy - Steven Prime - Justin Sheppard - Ian Robinson - Lee Robinson - Jhon Webb - Aidan Wheeler |

## Tableau des médailles
- Pays organisateur

| Rang  | Nation         | Or | Argent | Bronze | Total |
| ----- | -------------- | -- | ------ | ------ | ----- |
| 1     | Suisse         | 1  | 1      | 0      | 2     |
| 2     | Royaume-Uni    | 1  | 0      | 1      | 2     |
| 3     | Taipei chinois | 1  | 0      | 0      | 1     |
| 4     | Chine          | 0  | 1      | 0      | 1     |
| 4     | Pays-Bas       | 0  | 1      | 0      | 1     |
| 6     | Allemagne      | 0  | 0      | 1      | 1     |
| 6     | Afrique du Sud | 0  | 0      | 1      | 1     |
| Total | Total          | 3  | 3      | 3      | 9     |